# Cathédrale de l'Assomption de Santiago du Chili
Cette  cathédrale n’est pas la seule cathédrale de l'Assomption.
La cathédrale de l’Assomption de Santiago du Chili, de son nom complet cathédrale de l’Assomption-de-la-Très-Sainte-Vierge, désignée aussi comme cathédrale métropolitaine de Santiago, est une église située à Santiago du Chili, qui est pour l’Église catholique le siège de l’archidiocèse de Santiago du Chili, une des cinq provinces ecclésiastiques du pays. Elle a été construite entre 1748 et 1800.

## Situation
La cathédrale s'élève sur le côté ouest de la place d'Armes, au centre de Santiago. Le palais épiscopal est situé dans son prolongement au sud.

## Histoire
Lorsque le conquistador Pedro de Valdivia se rend maître de cette partie du continent, il confie à son architecte Pedro de Gamboa le soin de dessiner les plans d'une ville nouvelle où établir son administration (1541). La future Santiago est conçue comme une ville de garnison, avec des rues se coupant à angle droit et convergeant vers une place d'armes où sont traditionnellement élevés les principaux monuments de la cité (maison du gouverneur, prison et église). La partie nord-ouest de la place est dévolue à l'église. Le 27 juin 1561 est créé le diocèse de Santiago, par scission de l'archidiocèse de Lima et du diocèse de La Plata.
La cathédrale actuelle succède à plusieurs autres édifices. Une première cathédrale est édifiée en 1566, en remplacement de l'ancienne « iglesia mayor » qui servait jusqu'alors aux besoins de la communauté paroissiale. Les travaux de cette première église épiscopale se poursuivent jusqu'en 1600, mais en 1648, un puissant séisme met à bas l'édifice. La reconstruction, confiée à Gaspard de Villarroel, est entravée par un nouveau tremblement de terre, qui cause d'importants dégâts en 1657. Il faut dès lors encore trente ans de travaux avant que la cathédrale soit suffisamment avancée pour être de nouveau consacrée en 1687. 
Lorsqu'un tremblement de terre frappe une nouvelle fois la région en 1730, affectant une fois de plus l'édifice, il faut se rendre à l'évidence et envisager une construction neuve et plus solide. Ainsi est décidé l'érection de la cathédrale actuelle, qui débute en 1748. L'évêque Juan González Melgarejo se lance corps et âme dans ce projet, obtenant de solides appuis, à commencer par celui du gouverneur Domingo Ortiz de Rozas. Les travaux sont supervisés par l'architecte Matías Vásquez Acuña, aidé dans la réalisation des plans par des frères jésuites. 

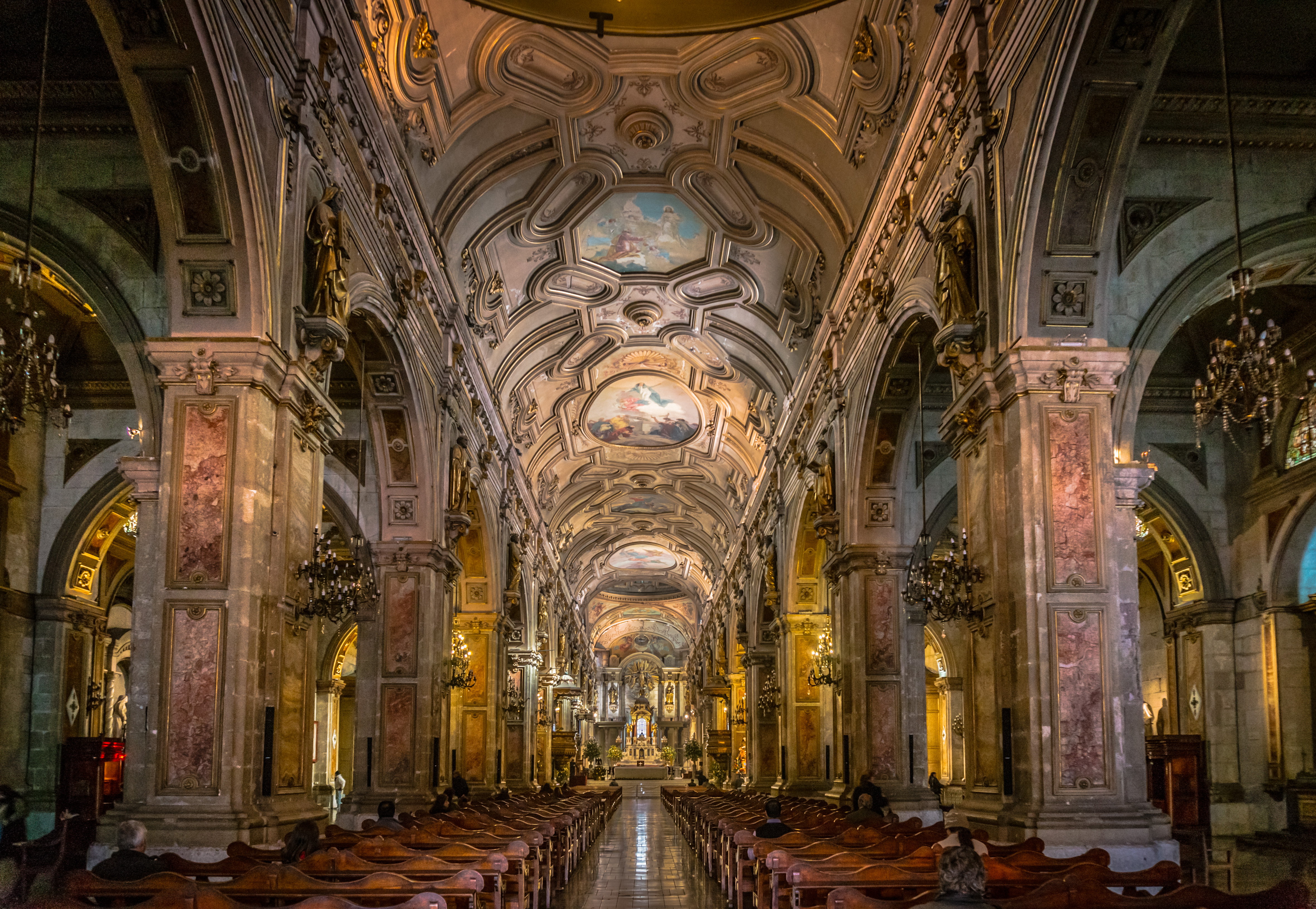
La nef centrale.

Le gros-œuvre est achevé en 1775 et l'évêque Manuel de Alday peut présider à la consécration du bâtiment. Les travaux de la façade commencent en 1780, sous la direction de l'architecte italien Joaquín Toesca, qui utilise les ressources d'une grammaire stylistique néo-classique plus en accord avec son époque. Les tours sortent de terre à peu près à la même période et sont achevées en 1800. Le 21 mai 1840, la cathédrale devient cathédrale métropolitaine.

## Architecture

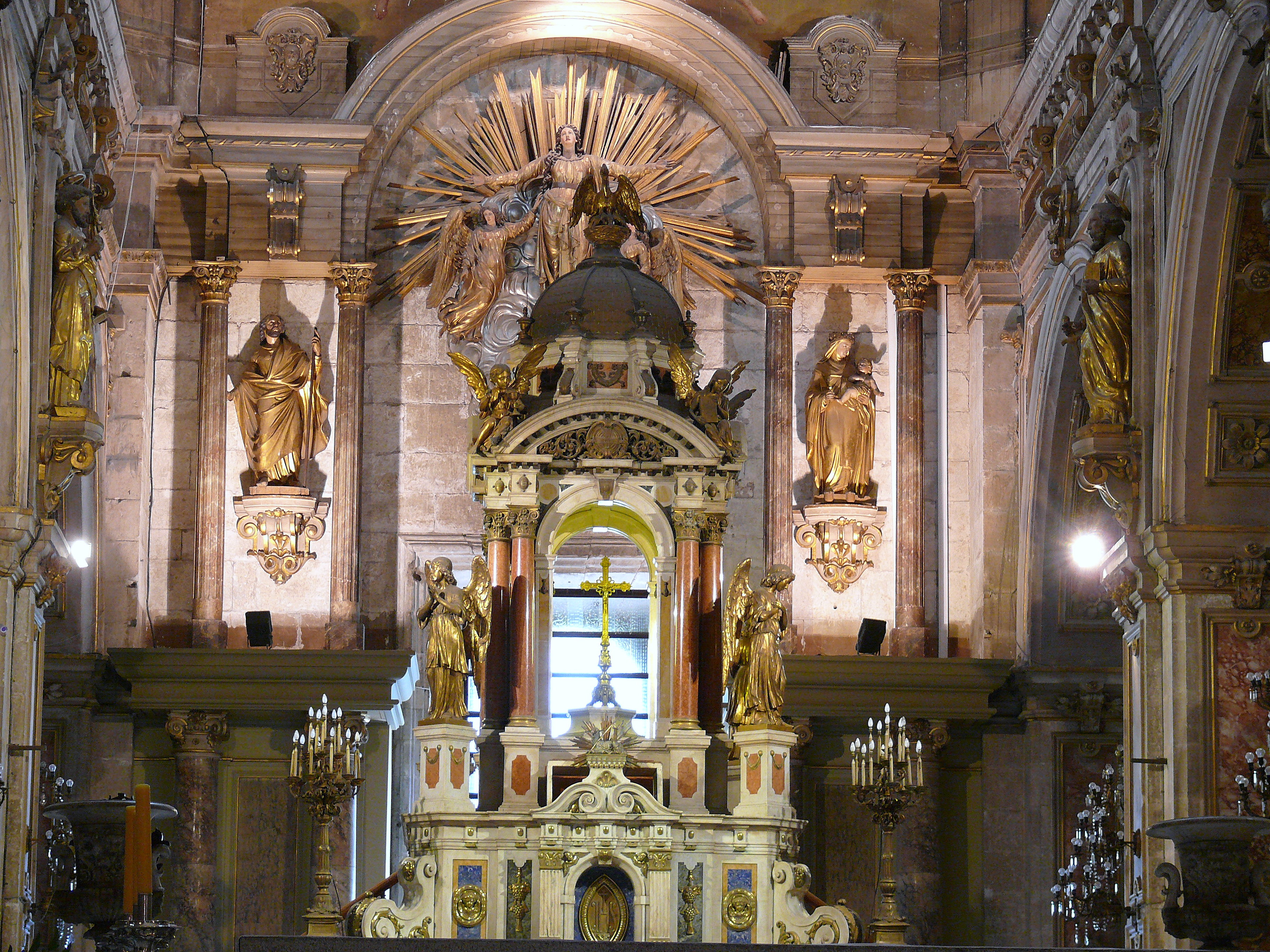
Le maître-autel.

Ce vaste sanctuaire, fortement influencé par le néoclassicisme, est la composante majeure d'une cité épiscopale comprenant également l'archevêché et l'église du Sagrario. La cathédrale est divisée en trois vaisseaux par une série de grandes arcades en plein cintre, portées par de massifs piliers cruciformes ornés de plaques de marbre rose. La nef est dotée de voûtes finement ouvragées, couvertes de stucs et peintes de scènes religieuses, œuvre de Ignacio Cremonesi en 1906. Elle est éclairée par une série d'ouvertures en hémicycle qui distillent une lumière presque tamisée, mais constante, propice au recueillement des fidèles.
La crypte, située sous le chœur, abrite les tombeaux de plusieurs prélats, évêques, archevêques et nonces apostoliques.